# Греко-римская борьба на летних Олимпийских играх 1912 — до 75 кг
Соревнования по греко-римской борьбе в рамках Олимпийских игр 1912 года в среднем весе «А» (до 75 килограммов) прошли в Стокгольме с 6 по 15 июля 1912 года на Олимпийском стадионе. 
Турнир проводился по системе с выбыванием после двух поражений. Тот круг, в котором число оставшихся борцов становилось меньше или равно количеству призовых мест, объявлялся финальным, и борцы, вышедшие в финал, проводили встречи между собой. 
Схватка по регламенту турнира продолжалась 30 минут, по окончании 30-минутного раунда судьи могли назначить ещё 30-минутный раунд и так далее, без ограничения количества дополнительных раундов.
Фаворитами соревнований были австриец Алоиз Тодушек, победитель чемпионата мира 1909 года и финн Альфред Асикайнен, победитель чемпионата мира 1911 года. Однако Тодушек в первом круге проиграл будущему чемпиону  Класу Юханссону, а в четвертом из борьбы выбыл. Асикайнен, Юханссон и россиянин Мартин Клейн вышли в финал. Расстановку мест определила первая финальная встреча между Асикайненом и Клейном, которая продолжалась под палящим солнцем более 11 часов. В ней победил Клейн, но после неё ни он, ни Асикайнен не смогли выйти на следующие финальные встречи с Юханссоном.

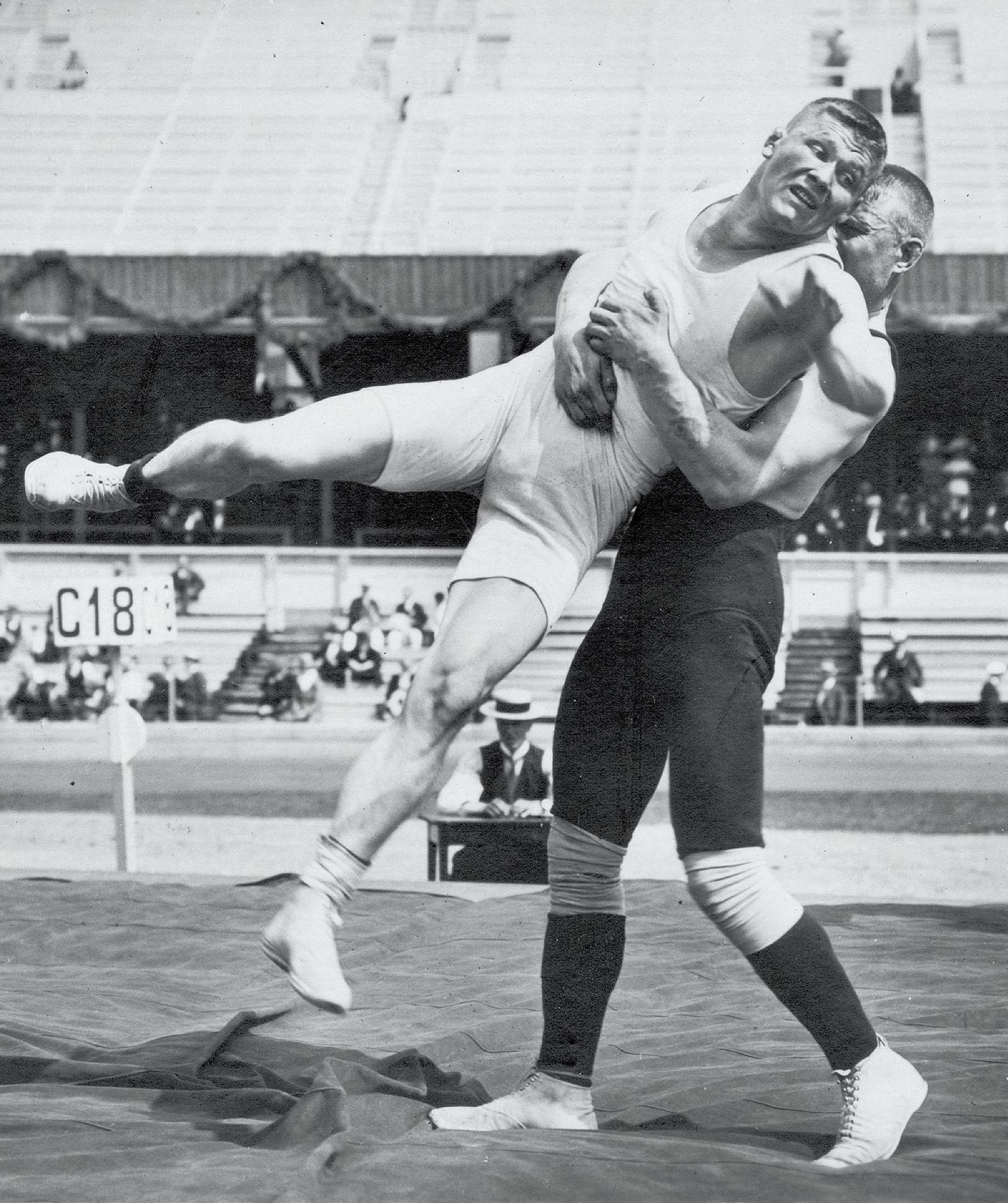
Момент встречи Клейна и Асикайнена

## Призовые места
- Клас Юханссон
- Мартин Клейн
- Альфред Асикайнен

## Первый круг
| Поражений | Участник 1        | Результат        | Участник 2             | Поражений |
| --------- | ----------------- | ---------------- | ---------------------- | --------- |
| 0         | Эдвин Фельтстрём  | Туше (5:00)      | Анастасиос Антонопулос | 1         |
| 0         | Петар Кокотович   | Туше (10:00)     | Андреа Гаргано         | 1         |
| 0         | Янис Полис        | Туше (21:45)     | Стэнли Бэйкон          | 1         |
| 0         | Аугуст Йокинен    | Туше (2:55)      | Альфред Гундерсен      | 1         |
| 0         | Альфред Асикайнен | Туше (23:42)     | Эдгар Бэйкон           | 1         |
| 0         | Фридольф Лундстен | Туше (46:35)     | Виктор Мелин           | 1         |
| 0         | Завирре Карчерери | Туше (4:00)      | Жоахим Витал           | 1         |
| 0         | Мауриц Андерссон  | Туше (8:17)      | Эдриен Барье           | 1         |
| 0         | Аксель Франк      | По очкам (60:00) | Александр Северов      | 1         |
| 0         | Эмиль Вестерлунд  | По очкам (60:00) | Теодор Дальберг        | 1         |
| 0         | Клас Юханссон     | Туше (7:09)      | Алоис Тодушек          | 1         |
| 0         | Теодор Тиркконен  | Туше (5:06)      | Ноэль Рис              | 1         |
| 0         | Ян Синт           | Туше (44:06)     | Свен Оллсон            | 1         |
| 0         | Фриц Юханссон     | Туше (43:05)     | Хвитфельд Хансен       | 1         |
| 0         | Арпад Мишкеи      | Туше (12:15)     | Теодор Бергвист        | 1         |
| 0         | Мартин Клейн      | Туше (4:21)      | Режё Штейнер           | 1         |
| 0         | Адольф Курц       | По очкам (60:00) | Андерс Андерсен        | 1         |
| 0         | Йозеф Меркле      | Туше (6:30)      | Микко Холм             | 1         |
| 0         | Конрад Эберг      | Туше (8:00)      | Вилли Степутат         | 1         |

## Второй круг
| Поражений | Участник 1        | Результат                     | Участник 2             | Поражений |   |
| --------- | ----------------- | ----------------------------- | ---------------------- | --------- | - |
| 0         | Андреа Гаргано    | Туше (1:04)                   | Анастасиос Антонопулос | 2         |   |
| 0         | Эдвин Фельтстрём  | Туше (17:00)                  | Петар Кокотович        | 1         |   |
| 0         | Аугуст Йокинен    | Туше (6:00)                   | Янис Полис             | 1         |   |
| 0         | Альфред Асикайнен | Неявка                        | Альфред Гундерсен      | 2         |   |
| 0         | Фридольф Лундстен | Неявка                        | Стэнли Бэйкон          | 2         |   |
| 0         | Мауриц Андерссон  | Туше (11:00)                  | Завирре Карчерери      | 1         |   |
| 1         | Жоахим Витал      | Неявка                        | Эдгар Бэйкон           | 2         |   |
| 1         | Аксель Франк      | Дисквалификация обоих (60:00) | Эмиль Вестерлунд       | 1         |   |
| 1         | Александр Северов | По очкам (60:00)              | Теодор Дальберг        | 2         |   |
| 0         | Клас Юханссон     | По очкам (60:00)              | Теодор Тиркконен       | 1         |   |
| 1         | Алоиз Тодушек     | Неявка                        | Виктор Мелин           | 2         |   |
| 0         | Ян Синт           | Туше (4:00)                   | Хвитфельд Хансен       | 2         |   |
| 0         | Арпад Мишкеи      | По очкам (60:00)              | Свен Оллсон            | 2         |   |
| 0         | Фриц Юханссон     | Туше (1:00)                   | Режё Штейнер           | 2         |   |
| 0         | Мартин Клейн      | Туше (4:00)                   | Теодор Бергвист        | 2         |   |
| 1         | Микко Холм        | Туше (9:00)                   | Андерс Андерсен        | 2         |   |
| 0         | Конрад Эберг      | Туше (3:00)                   | Адольф Курц            | 1         |   |
| 0         | Йозеф Меркле      | Неявка                        | Эдриен Барье           | 2         |   |
| 1         | Вилли Степутат    | Неявка                        | Ноэль Рис              | 2         | 2 |

## Третий круг
| Поражений | Участник 1        | Результат        | Участник 2        | Поражений |
| --------- | ----------------- | ---------------- | ----------------- | --------- |
| 0         | Йозеф Меркле      | Туше (3:00)      | Эдвин Фельтстрём  | 1         |
| 0         | Андреа Гаргано    | Неявка           | Александр Северов | 2         |
| 1         | Петар Кокотович   | Туше (23:00)     | Янис Полис        | 2         |
| 0         | Аугуст Йокинен    | Туше (2:30)      | Завирре Карчерери | 2         |
| 0         | Альфред Асикайнен | Туше (3:00)      | Жоахим Витал      | 2         |
| 0         | Фридольф Лундстен | По очкам (60:00) | Мауриц Андерссон  | 1         |
| 1         | Алоиз Тодушек     | Туше (21:50)     | Аксель Франк      | 2         |
| 0         | Клас Юханссон     | Неявка           | Адольф Курц       | 2         |
| 1         | Эмиль Вестерлунд  | Туше (11:00)     | Ян Синт           | 1         |
| 1         | Теодор Тиркконен  | Туше (43:00)     | Фриц Юханссон     | 1         |
| 0         | Мартин Клейн      | Туше (11:30)     | Арпад Мишкеи      | 1         |
| 1         | Микко Холм        | Неявка           | Вилли Степутат    | 2         |
| 0         | Конрад Эберг      | Туше (7:42)      | Йозеф Меркле      | 1         |

## Четвёртый круг
| Поражений | Участник 1        | Результат        | Участник 2        | Поражений |
| --------- | ----------------- | ---------------- | ----------------- | --------- |
| 1         | Эдвин Фельтстрём  | Туше (2:00)      | Андреа Гаргано    | 1         |
| 0         | Аугуст Йокинен    | Туше (20:54)     | Петер Кокотович   | 2         |
| 0         | Альфред Асикайнен | Неявка           | Мауриц Андерссон  | 2         |
| 0         | Клас Юханссон     | Туше (30:00)     | Фридольф Лундстен | 1         |
| 1         | Эмиль Вестерлунд  | Туше (16:56)     | Алоиз Тодушек     | 2         |
| 1         | Ян Синт           | Туше (20:00)     | Теодор Тиркконен  | 2         |
| 1         | Микко Холм        | Туше (21:00)     | Фриц Юханссон     | 2         |
| 0         | Конрад Эберг      | По очкам (12:00) | Арпад Мишкеи      | 2         |
| 0         | Мартин Клейн      | По очкам (60:00) | Йозеф Меркле      | 2         |

## Пятый круг
| Поражений | Участник 1     | Результат                                    | Участник 2        | Поражений |
| --------- | -------------- | -------------------------------------------- | ----------------- | --------- |
| 0         | Аугуст Йокинен | По очкам (10:00)                             | Эдвин Фельтстрём  | 2         |
| 1         | Клас Юханссон  | Дисквалификация обоих за пассивность (60:00) | Альфред Асикайнен | 1         |
| 1         | Ян Синт        | Неявка                                       | Фридольф Лундстен | 2         |
| 1         | Мартин Клейн   | Дисквалификация обоих за пассивность (60:00) | Эмиль Вестерлунд  | 2         |
| 0         | Конрад Эберг   | По очкам (6:00)                              | Микко Холм        | 2         |

## Шестой круг
| Поражений | Участник 1        | Результат        | Участник 2     | Поражений |
| --------- | ----------------- | ---------------- | -------------- | --------- |
| 1         | Клас Юханссон     | Туше (50:00)     | Аугуст Йокинен | 1         |
| 1         | Альфред Асикайнен | Туше (4:30)      | Ян Синт        | 2         |
| 1         | Мартин Клейн      | По очкам (60:00) | Конрад Эберг   | 1         |

## Седьмой круг
| Поражений | Участник 1        | Результат         | Участник 2     | Поражений |
| --------- | ----------------- | ----------------- | -------------- | --------- |
| 1         | Мартин Клейн      | По очкам (120:00) | Аугуст Йокинен | 2         |
| 1         | Клас Юханссон     | По очкам (26:00)  | Конрад Эберг   | 2         |
| 0         | Альфред Асикайнен | Пропускал         |                |           |

## Финал первый круг
| Поражений | Участник 1    | Результат         | Участник 2        | Поражений |
| --------- | ------------- | ----------------- | ----------------- | --------- |
|           | Мартин Клейн  | По очкам (700:00) | Альфред Асикайнен |           |
|           | Клас Юханссон | Пропускал         |                   |           |

## Финал второй круг
| Поражений | Участник 1    | Результат | Участник 2        | Поражений |
| --------- | ------------- | --------- | ----------------- | --------- |
|           | Клас Юханссон | Неявка    | Альфред Асикайнен |           |
|           | Мартин Клейн  | Пропускал |                   |           |

## Финал третий круг
| Поражений | Участник 1    | Результат | Участник 2   | Поражений |
| --------- | ------------- | --------- | ------------ | --------- |
|           | Клас Юханссон | Неявка    | Мартин Клейн |           |